# Taurina diossigenasi
La taurina diossigenasi è un enzima appartenente alla classe delle ossidoreduttasi, che catalizza la seguente reazione:
taurina + 2-ossoglutarato + O2 ⇄ solfito + amminoacetaldeide + succinato + CO2
L'enzima richiede FeII. Quello di Escherichia coli agisce anche sul pentanosulfonato, sul 3-(N-morfolino)propanosulfonato e sul 2-(1,3-diossoisoindolin-2-il)etanosulfonato, ma con basse efficienze.